# General der Panzertruppe
Le grade de General der Panzertruppe (français : général de troupe blindée) est un grade d’officier général de la Heer, autrement dit de  l'Armée de terre allemande, qui est équivalent à celui de général de corps d'armée en France.

## Historique
Le grade de General der Panzertruppe fut introduit dans la Wehrmacht en 1935. Il correspondait à un grade de général de corps d'armée dans l'arme blindée. « General der Panzertruppen » avec le suffixe « n » indiquant le pluriel, littéralement « général des troupes blindées », est encore utilisé dans la Bundeswehr, pour désigner la fonction d'un général commandant des forces blindées, indépendamment de son grade d'officier général. En revanche, le grade de « General der Panzertruppe » n'existe plus.
Ce rang était l'équivalent des grades historiques de General der Kavallerie, General der Artillerie, General der Infanterie. La Wehrmacht introduisit également les grades de General der Nachschubtruppe (approvisionnement), General der Gebirgstruppe (troupes de montagne), General der Fallschirmtruppe (troupes parachutistes) et General der Nachrichtentruppe (troupes de transmissions).

## Correspondance dans les autres armes (de la Heer ou de la Luftwaffe)

### Heer (armée de terre)
- General der Infanterie pour l'infanterie
- General der Kavallerie pour la cavalerie
- General der Artillerie pour l'artillerie
- General der Panzertruppe pour les troupes blindées (de) (1935-1945)
- General der Pioniere pour le génie (1938-1945)
- General der Gebirgstruppe pour les troupes de montagne (de) (1940-1945)
- General der Nachrichtentruppe pour les services des transmissions (1940-1945)

### Luftwaffe (armée de l'air)
- General der Fallschirmtruppe pour les unités parachutistes
- General der Jagdflieger pour la chasse aérienne ; dans ce cas, il ne s'agit pas d'un grade mais d'une fonction d'inspection (sans commandement)[c]
- General der Flieger pour les unités aériennes (sans précision)
- General der Flakartillerie pour la défense antiaérienne
- General der Luftnachrichtentruppe pour les transmissions dans l'armée de l'air
- General der Luftwaffe pour l'armée de l'air, de manière non précise

## Liste des officiers ayant porté ce grade

### Wehrmacht
- Hans-Jürgen von Arnim (1889-1962) (promu Generaloberst le 04/12/1942)
- Hermann Balck (1893-1982)
- Erich Brandenberger (1882-1955)
- Hermann Breith (1892-1964)
- Hans Cramer (1896-1968)
- Ludwig Crüwell (1892-1958)
- Karl Decker (1897-1945) (suicide)
- Heinrich Eberbach (1895-1992)
- Maximilian von Edelsheim (1897-1994)
- Hans-Karl von Esebeck (1892-1955)
- Gustav Fehn (1892-1945) (exécuté par des partisans)
- Ernst Feßmann (1881-1962)
- Wolfgang Fischer (en) (1888-1943)
- Walter Fries (1894-1982)
- Hans von Funck (1891-1979)
- Leo Geyr von Schweppenburg (1886-1974)
- Fritz-Hubert Gräser (1888-1960)
- Heinz Wilhelm Guderian (1888-1954) (promu Generaloberst en 1941)
- Josef Harpe (1887-1968) (promu Generaloberst le 20/05/1944)
- Sigfrid Henrici (1889-1964)
- Traugott Herr (1890-1976)
- Alfred Ritter von Hubicki (1887-1971)
- Hans-Valentin Hube (1890-1944) (promu Generaloberst le 20/04/1944, meurt dans un accident d'avion le 21/04/1944)
- Georg Jauer (en) (1896-1971)
- Werner Kempf (1886-1964)
- Mortimer von Kessel (1893-1981)
- Friedrich Kirchner (1885-1960)
- Ulrich Kleemann (1892-1963)
- Otto von Knobelsdorff (1886-1966)
- Walter Krüger (1892-1973)
- Friedrich Kühn (1889-1944) (meurt dans un raid aérien)
- Adolf-Friedrich Kuntzen (1889-1964)
- Willibald von Langermann und Erlencamp (1890-1942)
- Joachim Lemelsen (1888-1954)
- Heinrich von Lüttwitz (1896-1969)
- Smilo von Lüttwitz (1895-1975)
- Oswald Lutz (1876-1944)
- Hasso von Manteuffel (1897-1978)
- Karl Mauss (1898-1959)
- Walter Model (1891-1945) (promu Generaloberst le 28/02/1942, Generalfeldmarschall le 01/03/1944)
- Walther Nehring (1892-1983)
- Friedrich Paulus (1890-1957) (promu Generaloberst, Generalfeldmarschall le 30/01/1943, la veille de sa reddition à Stalingrad)
- Georg-Hans Reinhardt (1887-1963) (promu Generaloberst le 01/01/1942)
- Erwin Rommel (1891-1944) (promu Generaloberst le 24/01/1942, Generalfeldmarschall le 02/06/1942, se suicide le 14/10/1944)
- Hans Röttiger (en) (1896-1960)
- Dietrich von Saucken (1892-1980)
- Ferdinand Schaal (1889-1962)
- Rudolf Schmidt (1886-1957) (promu Generaloberst le 01/01/1942)
- Gerhard von Schwerin
- Frido von Senger und Etterlin (1891-1963)
- Georg Stumme
- Horst Stumpff (en) (1887-1958)
- Wilhelm Ritter von Thoma (1891-1948)
- Gustav von Värst (1894-1975)
- Rudolf Veiel (1883-1956)
- Heinrich von Vietinghoff (1887-1952) (promu Generaloberst le 01/09/1943)
- Nikolaus von Vormann (1895-1959)
- Walther Wenck (1900-1982)

### Bundeswehr
- Christian Trull (de) (1999-2002)
- Wolf-Dieter Langheld (de) (2002-2003)
- Klaus Feldmann (de) (depuis 2003)

## Galerie

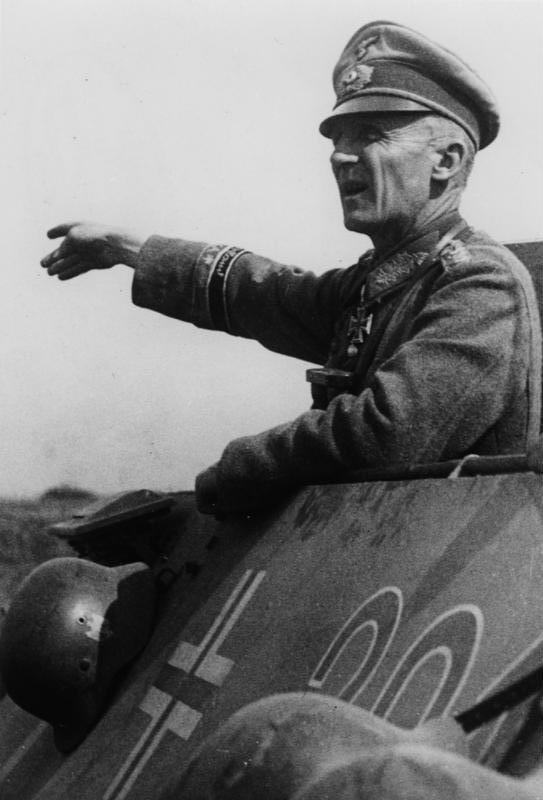
Le General der Panzertruppen Hasso von Manteuffel en 1944.
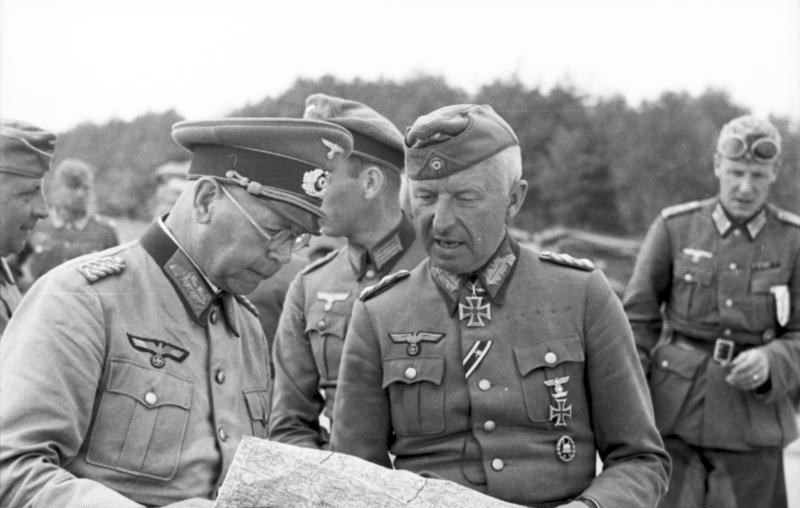
Le General der Panzertruppe Erich Brandenberger (à gauche) avec le Generalfeldmarschall Erich von Manstein en 1941.
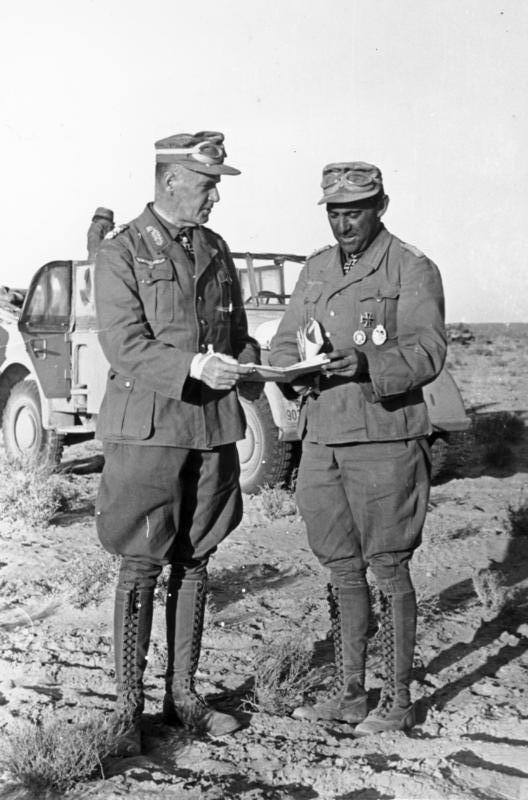
Le General der Panzertruppe Ludwig Crüwell (à gauche) en Afrique du Nord en 1942.